# East Falkland
East Falkland er den største af Falklandsøerne, beliggende i Sydatlanten.
Øen er 6.605 kvadratkilometer stor med et indbyggertal omkring 1.600 i år 2000. De fleste bor på den nordlige del af øen. Falklandsøernes hovedstad Stanley, lufthavnen Port Stanley og Royal Air Forces flybase Mount Pleasant ligger på den nordlige del af East Falkland.
Den sydlige del af øen, Lafonia, er forbundet til den nordlige del med en smal landtange